# 龍洞駅
龍洞駅（リョンドンえき、룡동역）は朝鮮民主主義人民共和国咸鏡北道明澗郡に位置する朝鮮民主主義人民共和国鉄道省平羅線の駅である。

## 歴史
- 1927年6月10日：開業[1]。